# Lizardo Carvajal
José Lizardo  Carvajal Rodríguez (Timaná, Colombia, 9 de junio de 1948) es un escritor,  académico y editor colombiano.   Divulgador del método científico e impulsor de la clasificación contemporánea de la Ciencia, es un gran promotor de la lectura y la escritura y del movimiento solidario internacional.

## Biografía
Nació en Timaná, una pequeña población agrícola de la región andina colombiana, en el seno de una familia de comerciantes formada por José Carvajal y Concepción Rodríguez. El traslado  y establecimiento de su familia en Cali, Colombia, cuando contaba solo cinco años de edad, le hizo sentirse oriundo de esta ciudad, definiéndose así como “caleño nacido en Timaná”.
Se graduó como historiador en la Universidad del Valle en 1977, profundizando sus estudios e investigaciones en Historia y clasificación de ciencias,  en Metodología de la investigación, Fundamentos de tecnología, Poética y Economía solidaria.

## Investigación y fundamentación de la lengua escrita
Gran impulsor del método científico, toda su obra y pedagogía están encaminadas a la divulgación e integración de las ciencias. Según los parámetros de la Epistemología, entrega a la comunidad académica y científica un mapa integral y contemporáneo de las ciencias, proponiendo la división del conocimiento en Ciencias Naturales, Ciencias Sociales, Ciencias del Conocimiento y Ciencias de la Información.  
Su propuesta es la integración, mediante el método científico, de las Ciencias de la Lengua y las Ciencias de la Información. Partiendo de las nuevas tecnologías y con un conocimiento profundo del lenguaje y su desarrollo conceptual, ha fundamentado un programa de autoedición de textos  e hipertextos y la práctica, de manera didáctica, de la técnica de lectura EFGHI.
Su obra publicada desde 1980, más de una veintena de títulos de libros, contienen los resultados de sus estudios en las líneas de investigación que, de manera autónoma y libre, ha definido en su práctica académica y científica.  Su obra forma parte de los repositorios bibliográficos y académicos de numerosas universidades hispanoamericanas, siendo citado profusamente por variados trabajos académicos.
Ejerció como Rector del colegio Gimnasio Universitario del Valle (1977-1982) y es docente universitario en la Universidad Libre (Colombia) desde 1977, hasta la actualidad.Entre 1985 y 2016 fue profesor titular de la Universidad Santiago de Cali, impartiendo las materias de Metodología y Tecnología, así como la cátedra de comprensión lectora y escritura.
En 1987 constituyó la Fundación Para Actividades de Investigación y Desarrollo FAID, y en 1997 la editorial Poemia. Mediante ambas instituciones ha asesorado a universidades colombianas para la edición y publicación de trabajos académicos y científicos.
Como editor académico realiza las, denominadas por él, Mesas de redacción, que son talleres autogestionarios de escritura, dirigidos a docentes universitarios y escritores independientes, en Colombia.

## Obra Publicada

### Metodología y Ciencias del Conocimiento
- Metodología de la investigación, curso general y aplicado. Cali. 28 ed. Poemia-FAID 2016. ISBN 978-958-30-9. 150 p. (Primera edición 1984)
- El objeto de investigación y el sistema de actividades de investigación y desarrollo. Cali, Poemia, 2018. 978-958-48-3241-2. 100 p.
- Fundamentos de Tecnología, curso general y aplicado. Cali. 10 ed. Cali, Poemia-FAID 2016. ISBN 958-8139-35-X. 180 p. (primera edición 1995)
- Clasificación contemporánea de ciencia. Cali, Poemia-FAID 2016. 978-958-46-8784-5. 100 p.

### Poética
- Manual autónomo de redacción. Popayán, Corporación Universitaria Autónoma del Cauca, 2019. 978-958-8614-32-8. 100 p.
- La Lectura, manual para la comprensión de textos. 28 ed. Cali. Poemia-FAID 2016. ISBN 958-96-8953-X. 115 p. (Primera edición 1980)
- La Escritura, manual para la composición y edición de textos. 15 ed. Cali. Poemia-FAID 2016. ISBN 958-96-8953-X. 112 p. (primera edición 1997)
- El Arte de leer y de escribir, cartas a quienes pretenden aprenderlo y enseñarlo. Cali, Poemia-FAID 2016, 2 ed. ISBN 978-958-46-9061-6. 130 p.
- Hábitos de lectura y escritura, Quince hábitos para el lector y escritor contemporáneos. Cali, Poemia-FAID 2016. 978-958-8913-13-1. 100 p.
- Comprensión y producción de textos, pequeño glosario razonado. Cali, Poemia-FAID 2016. 978-958-8913-11-7. 120 p.
- El Arte de leer y de escribir, cartas a quienes pretenden aprenderlo y enseñarlo. Cali, Poemia-FAID 2016, 2 ed. ISBN 978-958-46-9061-6. 130 p.

### Educación y movimiento solidario
- Vamos a clases o la recuperación del concepto de maestro. 5 ed. Cali, Poemia 2016. 978-958-8119-84-7. 120 p. (Primera edición 2008)
- La educación del hombre solidario o el vuelo de las mariposas. Cali, 4 ed. Poemia-Universidad Santiago de Cali, 2017. ISBN 978-958-8338-65-1, 100p. (Primera edición 1997)
- La solidaridad social o el itinerario de las hormigas. Cali, 2 ed. Poemia-Universidad Santiago de Cali, 2017. ISBN 978-958-8338-64-4, 100p. (Primera edición 1997)
- La Asamblea general solidaria o el renacer del bosque de majagua. Cali, 5 ed. Poemia-Universidad Santiago de Cali, 2017. ISBN 978-958-8338-75-0, 132p (Primera edición 1995)
- El sector solidario de la A a la Z o el arco iris de las palabras. Cali, 2 ed. Poemia-Universidad Santiago de Cali, 2017. ISBN 978-958-8338-85-9, 400p. (Primera edición 1997)
- Biblioteca Colombiana de Gerontología, 10 volúmenes. (Director compilador), Cali, Fundación Provejez y vida-Poemia, 2016-2019.